# Chevalierkrone

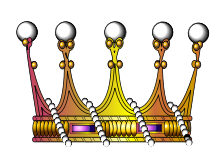
Chevalierkrone

Die belgische Chevalierkrone ist eine Rangkrone. 
Der Begriff Chevalier kommt aus dem Französischen und bezeichnet einen Ritter in Belgien und Frankreich und ist ein Titel des mittleren Adels.
Die  Chevalierkrone besteht aus einem Stirnreif, an dem fünf Zacken sichtbar sind und an deren Spitzen je eine Perle aufgesetzt ist. Um den Reif ist eine silberne Kordelschnur durchgehend zwischen den Zacken gewickelt.
Sie hat mit der deutschen Adelskrone Ähnlichkeit. Nur fehlt hier die Kordelschnur.